# New Horizons 2

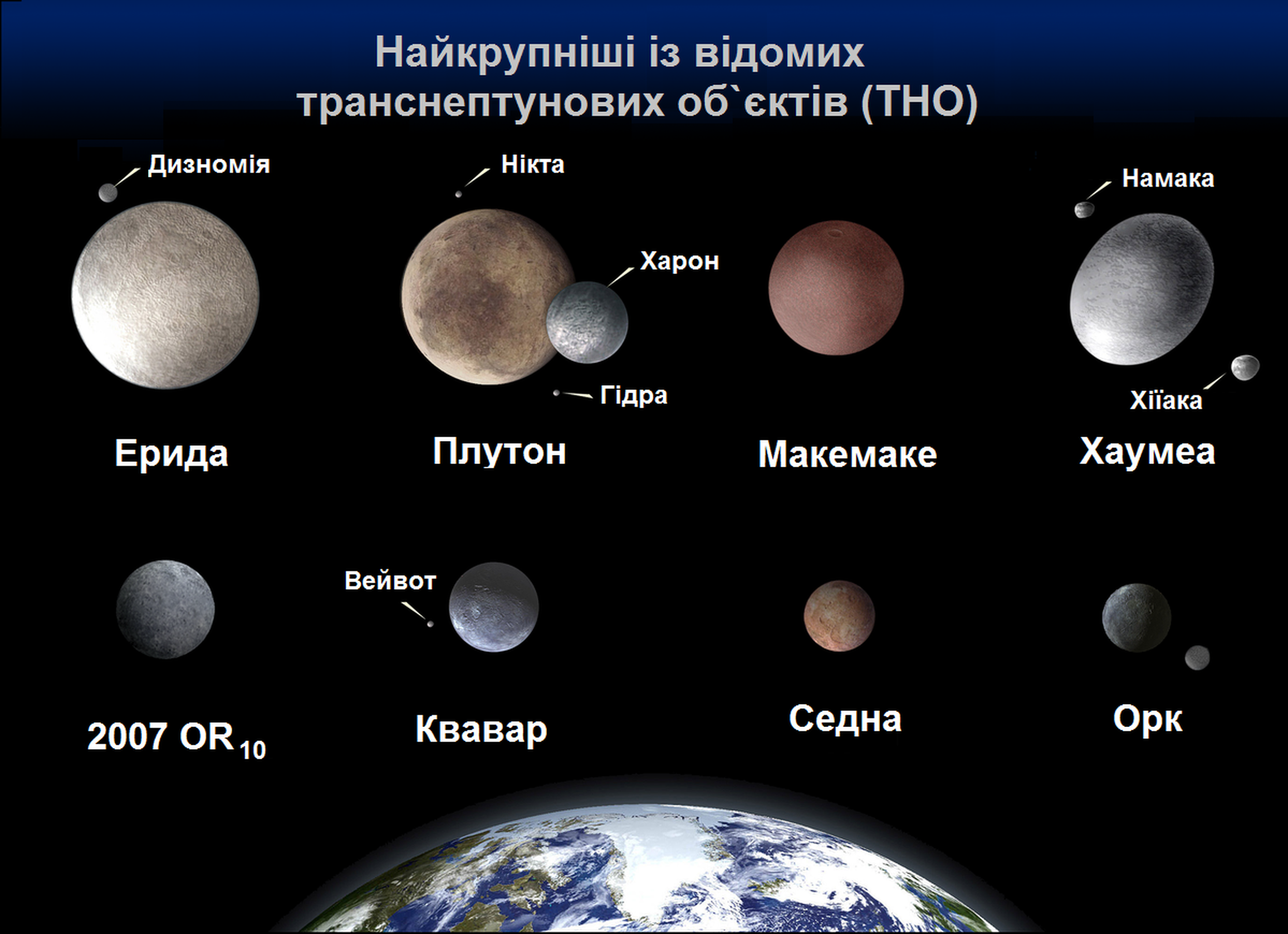

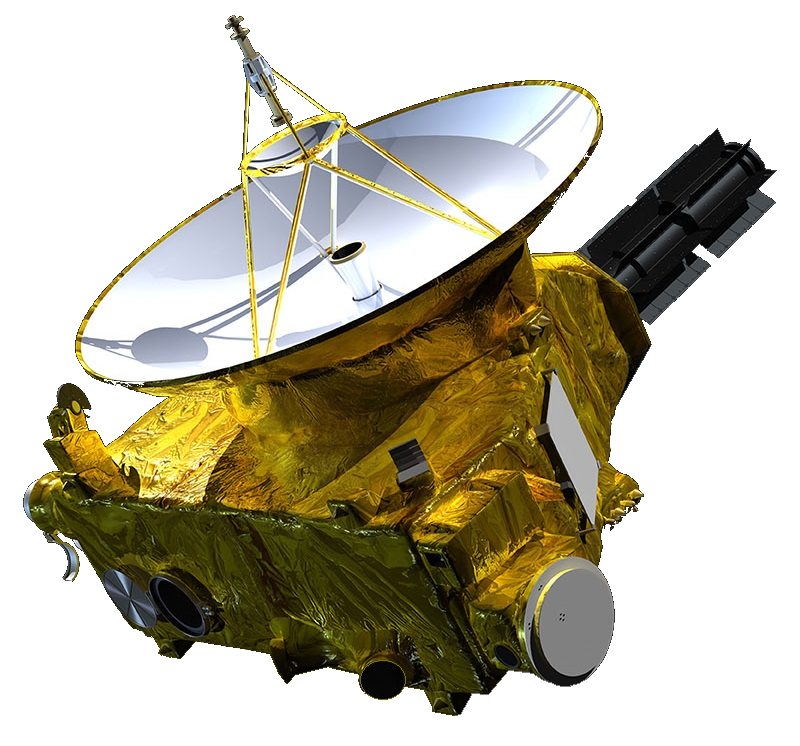
Конструкція першого КА New Horizons.

New Horizons 2 — запропонована НАСА місія до транснептунових об'єктів. Була запланована як облітна планетарна місія у 2002 році. У березні 2005 р. місія не була обрана для подальшої розробки через відсутність плутонію-238, необхідного для РІТЕГа. Місія New Horizons 2 розроблялась за рахунок програми «Нью-Горайзонс» і була презентована конгресу США у червні 2005 року.

## Опис місії
Місія New Horizons 2 була включена до попереднього бюджету місій New Horizons. У 2004 р. Сенат США з асигнувань схвалив фінансування місії New Horizons 2 для дослідження поясу Койпера. У 2004 році відбулась конференція з приводу того, як використати апарат для дослідження Урана.
Серед кандидатів на дослідження була система 47171 Лемпо (початкова назва 1999 TC36) — система, схожа на систему Плутон — Харон, яка має кілька об'єктів для дослідження. План місії для цієї системи також охоплював прольоти Юпітера й Урана і, можливо, кілька об'єктів пояса Койпера. Місія була дуже гнучка: навіть без гравітаційних маневрів можливо було відвідання будь-якого об'єкта поясу Койпера до 50 а. о., а час польоту міг складати 20 років. Також можливим було б дослідження супутника Нептуна — Тритона разом з об'єктом 66652 Борасізі. Існував план прольоту неподалік об'єкта 2002 UX25, він ідентичний плану прольоту астероїда Лемпо.